# Liste der Bodendenkmäler in Lübbecke
Die Liste der Bodendenkmäler in Lübbecke enthält die denkmalgeschützten unterirdischen baulichen Anlagen, Reste oberirdischer baulicher Anlagen, Zeugnisse tierischen und pflanzlichen Lebens und paläontologischen Reste auf dem Gebiet der Stadt Lübbecke im Kreis Minden-Lübbecke in Nordrhein-Westfalen (Stand: 30. Juni 2016). Diese Bodendenkmäler sind in Teil B der Denkmalliste der Stadt Lübbecke eingetragen; Grundlage für die Aufnahme ist das Denkmalschutzgesetz Nordrhein-Westfalen (DSchG NRW).
| Bild           | Bezeichnung                                                              | Lage                                                                           | Beschreibung | Bauzeit | Eingetragen seit | Denkmal- nummer |
| -------------- | ------------------------------------------------------------------------ | ------------------------------------------------------------------------------ | ------------ | ------- | ---------------- | --------------- |
| weitere Bilder | Wallburg Babilonie                                                       | Blasheim Karte                                                                 |              |         |                  | 1               |
| BW             | Ostwand mit dahinter liegendem Bereich im ehemaligen Steinbruch Schwarze | Nettelstedt Karte                                                              |              |         |                  | 2               |
| BW             | ehemaliger Steinbruch Benkhäuser Bruch                                   | Lübbecke südlich von Lübbecke Karte                                            |              |         |                  | 3               |
| BW             | ehemaliger Steinbruch Horstmann                                          | Eilhausen westlich des Nettelstedter Berges/südlich des Eilhauser Berges Karte |              |         |                  | 4               |
| weitere Bilder | Burg Reineberg mit vorgelagerten Wehranlagen und Meesenburg              | Lübbecke Karte                                                                 |              |         |                  | 5               |